# Просветлённая
«Просветлённая» (англ. Enlightened) — американский комедийно-драматический телесериал, созданный Майком Уайтом и Лорой Дерн, и транслировавшийся на телеканале HBO с 10 октября 2011 по 3 марта 2013 года. Главные роли исполняли Дерн, Люк Уилсон, Дайан Ладд, Сара Бёрнс, Тимм Шарп и Уайт, также выступивший сценаристом каждого эпизода.
Шоу не имело высоких рейтингов, однако, получило признание критиков и неоднократно входило в списки лучших телепрограмм 2010-х годов.

## Сюжет
Пережив публичный нервный срыв, Эми Джеллико (Лора Дерн) уходит с работы и отправляется в реабилитационный центр «Open Air» на Гавайях. По возвращении домой она обнаруживает, что семья и коллеги не готовы принять новую Эми.

## Актёрский состав

### Основной состав
- Лора Дерн — Эми Джеллико
- Люк Уилсон — Ливай Кэллоу
- Дайан Ладд — Хелен Джеллико
- Сара Бёрнс — Криста Джейкобс
- Тимм Шарп[англ.] — Даги Дэниелс
- Майк Уайт — Тайлер

### Второстепенный состав
- Джон Шер — Луи
- Брент Брэдшоу[англ.] — Кен
- Трэвис Хипс — Стив Джейкобс
- Бейн Гибби — Конни
- Эми Хилл — Джуди Харви
- Микаэла Уоткинс — Дженис Холм
- Джейсон Мандзукас — Омар Али
- Рики Линдхоум — Харпер
- Беллина Логан — Таня
- Сандра Сикэт[англ.] — Патриша
- Чарльз Истен — Деймон Мэннинг (1 сезон)
- Дэн Леви[англ.] — Сет (1 сезон)
- Майкл Лоусон — Харрис (1 сезон)
- Виктор Джи — Брэд (1 сезон)
- Робин Райт — Сэнди (1 сезон)
- Наоми Фонер — Наоми (1 сезон)
- Моника Хоран[англ.] — Шэрон (1 сезон)
- Эрих Лейн — Кевин (1 сезон)
- Эйлин Грубба — Шерил (1 сезон)
- Молли Шеннон — Эйлин (2 сезон)
- Дермот Малруни — Джефф Флендер (2 сезон)
- Джеймс Ребхорн — Чарльз Зайдон (2 сезон)

## Эпизоды
| Сезон | Сезон | Эпизоды | Дата показа     | Дата показа     |
| Сезон | Сезон | Эпизоды | Премьера сезона | Финал сезона    |
| ----- | ----- | ------- | --------------- | --------------- |
|       | 1     | 10      | 10 октября 2011 | 12 декабря 2011 |
|       | 2     | 8       | 13 января 2013  | 3 марта 2013    |

### Сезон 1 (2011)
| № общий | № в сезоне | Название                                     | Режиссёр          | Автор сценария                                         | Дата премьеры   | Зрители в США (млн) |
| ------- | ---------- | -------------------------------------------- | ----------------- | ------------------------------------------------------ | --------------- | ------------------- |
| 1       | 1          | «Пилот» «Pilot»                              | Майк Уайт         | Сюжет : Майк Уайт и Лора Дерн Телесценарий : Майк Уайт | 10 октября 2011 | 0.210               |
| 2       | 2          | «Сейчас или никогда» «Now or Never»          | Мигель Артета     | Майк Уайт                                              | 17 октября 2011 | 0.198               |
| 3       | 3          | «Чужая жизнь» «Someone Else's Life»          | Мигель Артета     | Майк Уайт                                              | 24 октября 2011 | 0.231               |
| 4       | 4          | «Уик-энд» «The Weekend»                      | Майк Уайт         | Майк Уайт                                              | 31 октября 2011 | 0.134               |
| 5       | 5          | «Плохие матери» «Not Good Enough Mothers»    | Николь Холофсенер | Майк Уайт                                              | 7 ноября 2011   | 0.095               |
| 6       | 6          | «Сэнди» «Sandy»                              | Джонатан Демми    | Майк Уайт                                              | 14 ноября 2011  | 0.155               |
| 7       | 7          | «Одинокие призраки» «Lonely Ghosts»          | Джонатан Демми    | Майк Уайт                                              | 21 ноября 2011  | 0.117               |
| 8       | 8          | «Товарищи, объединяйтесь!» «Comrades Unite!» | Мигель Артета     | Майк Уайт                                              | 28 ноября 2011  | 0.151               |
| 9       | 9          | «День из жизни Хелен» «Consider Helen»       | Фил Моррисон      | Майк Уайт                                              | 5 декабря 2011  | 0.189               |
| 10      | 10         | «Гори всё огнём» «Burn It Down»              | Мигель Артета     | Майк Уайт                                              | 12 декабря 2011 | 0.263               |

### Сезон 2 (2013)
| № общий | № в сезоне | Название                                   | Режиссёр          | Автор сценария | Дата премьеры   | Зрители в США (млн) |
| ------- | ---------- | ------------------------------------------ | ----------------- | -------------- | --------------- | ------------------- |
| 11      | 1          | «Ключ» «The Key»                           | Николь Холофсенер | Майк Уайт      | 13 января 2013  | 0.300               |
| 12      | 2          | «Игры мести» «Revenge Play»                | Майк Уайт         | Майк Уайт      | 20 января 2013  | 0.202               |
| 13      | 3          | «Высшие силы» «Higher Power»               | Майк Уайт         | Майк Уайт      | 27 января 2013  | 0.247               |
| 14      | 4          | «Следуй за мной» «Follow Me»               | Майк Уайт         | Майк Уайт      | 2 февраля 2013  | 0.204               |
| 15      | 5          | «Призрак стал видимым» «The Ghost Is Seen» | Джеймс Бобин      | Майк Уайт      | 10 февраля 2013 | 0.217               |
| 16      | 6          | «Всё, чего я хотела» «All I Ever Wanted»   | Тодд Хейнс        | Майк Уайт      | 17 февраля 2013 | 0.272               |
| 17      | 7          | «Просветлённые» «No Doubt»                 | Дэвид Мишо        | Майк Уайт      | 24 февраля 2013 | 0.126               |
| 18      | 8          | «Тот, кто изменит мир» «Agent of Change»   | Майк Уайт         | Майк Уайт      | 3 марта 2013    | 0.220               |

## Производство

### Разработка
Идея сериала была впервые задумана Лорой Дерн в 2007 году, во время съёмок фильма «Пересчёт», посвящённого президентским выборам США 2000 года. Она начала разработку шоу совместно со сценаристом Майком Уайтом, у которого годами ранее снялась в фильме «Год собаки». По словам Дерн, «это началось, когда Верховный суд вмешался в выборы между Бушем и Гором. Я была поражена тем, что не было крупных протестов, несмотря на то, что люди были недовольны. Мне было интересно, какой человек нужен для того, чтобы изменить ситуацию. Идея Эми была в том, что ты должен иметь недостатки и чуть меньше рамок для того, чтобы рискнуть всем. Если ты готов постоянно говорить правду, ты потеряешь друзей, но при этом можешь повлиять на перемены в мире». Дерн также отметила, что они задумывали шоу как трилогию, каждая из частей которой «имела разные моральные компасы и темы».
В сентябре 2009 года было объявлено, что канал HBO заказал производство пилотного эпизода, снятого и написанного Майком Уайтом. В апреле 2010 года было объявлено, что HBO заказал производство первого сезона из десяти эпизодов. 12 июня 2011 года сериал был продлён на второй сезон. 19 марта 2013 года сериал был закрыт после двух сезонов.

### Кастинг
В ноябре 2009 года к постоянному актёрскому составу сериала присоединилась Сара Бёрнс. В январе 2010 года было объявлено, что Люк Уилсон и Дайан Ладд вошли в актёрский состав с постоянными ролями, тогда как Чарльз Истен — с повторяющейся. В июне 2010 года было объявлено, что к постоянному актёрскому составу присоединился Мос Деф, однако в июле того же года его заменил Тимм Шарп.

### Закрытие
В марте 2013 года было объявлено, что канал HBO закрыл сериал после двух сезонов.

## Принятие
| Сезон | Сезон | Отзывы критиков    | Отзывы критиков  |
| Сезон | Сезон | Rotten Tomatoes    | Metacritic       |
| ----- | ----- | ------------------ | ---------------- |
|       | 1     | 79 % (28 рецензий) | 74 (22 рецензии) |
|       | 2     | 95 % (20 рецензий) | 95 (7 рецензий)  |

### Награды и номинации
| Ассоциация                           | Год  | Категория                                                         | Номинант(-ы)    | Результат |
| ------------------------------------ | ---- | ----------------------------------------------------------------- | --------------- | --------- |
| «Золотой глобус»                     | 2012 | Лучший телевизионный сериал — комедия или мюзикл                  | «Просветлённая» | Номинация |
| «Золотой глобус»                     | 2012 | Лучшая женская роль в телевизионном сериале — комедия или мюзикл  | Лора Дерн       | Победа    |
| Прайм-тайм премия «Эмми»             | 2013 | Лучшая женская роль в комедийном телесериале                      | Лора Дерн       | Номинация |
| Прайм-тайм премия «Эмми»             | 2013 | Лучшая приглашённая актриса в комедийном телесериале              | Молли Шеннон    | Номинация |
| «Выбор телевизионных критиков»       | 2013 | Лучшая женская роль в комедийном сериале                          | Лора Дерн       | Номинация |
| «Выбор телевизионных критиков»       | 2013 | Лучший приглашённый исполнитель в комедийном сериале              | Молли Шеннон    | Номинация |
| «Дориан»                             | 2012 | Недооценённое телевизионное шоу года                              | «Просветлённая» | Номинация |
| «Gold Derby»                         | 2012 | Лучшая женская роль в комедийном сериале                          | Лора Дерн       | Номинация |
| «Gold Derby»                         | 2013 | Лучшая женская роль в комедийном сериале                          | Лора Дерн       | Номинация |
| «Gold Derby»                         | 2019 | Лучшая женская роль в комедийном сериале за десятилетие           | Лора Дерн       | Номинация |
| Гильдия музыкальных супервайзеров    | 2014 | Лучший подбор музыки в телевизионном сериале — комедия или мюзикл | Джанет Лопес    | Номинация |
| NAMIC Vision                         | 2013 | Комедия                                                           | «Просветлённая» | Номинация |
| Онлайн-ассоциация кино и телевидения | 2012 | Лучшая женская роль в комедийном сериале                          | Лора Дерн       | Номинация |
| «Спутник»                            | 2012 | Лучшая женская роль в телевизионном сериале — комедия или мюзикл  | Лора Дерн       | Номинация |
| «Спутник»                            | 2014 | Лучший телевизионный сериал — комедия или мюзикл                  | «Просветлённая» | Номинация |
| «Спутник»                            | 2014 | Лучшая женская роль в телевизионном сериале — комедия или мюзикл  | Лора Дерн       | Номинация |